# Ерколе Бентивольо (политик)
Вижте пояснителната страница за други личности с името Ерколе Бентивольо.
Ерколе Бентивольо (на италиански: Ercole Bentivoglio; * 1450, Болоня; † 13 септември 1524, пак там) е италиански политик и аристократ.

## Произход
Той е син на Лудовико Бентивольо (* ок. 1398, † 1469) и на съпругата му Елена Малвеци.

## Биография
Израства в Болоня, политически доминиран от семейството му и управляван от чичо му Джовани II. Политическият престиж на баща му, на когото през 1445 г. фракцията на Бентивольо предлага управлението на града, и този на по-големия му брат Андреа, който наследява баща им като магистрат в Колегията на шестнадесетте и който е постоянен  сътрудник на Джовани II Бентивольо, позволява на Ерколе да се появи на много млада възраст в малкия болонски двор по време на най-прекрасния период на господството на Бентивольо. Ерколе участва в разкошните публични церемонии, на които се радва Джовани II; хрониките припомнят по-специално участието му в турнира, обявен през октомври 1470 г., по случай празника на Свети Петроний и участието му в сватбата на Анибале Бентивольо през 1487 г.
През 1488 г. Ерколе е част от Колегията на шестнадесетте магистрати, през 1491 г. е сенатор, а през 1494 г. е гонфалониер на правосъдието: осуетеният заговор на Джовани Малвеци всъщност убеждава Джовани II да упражнява управлението на града сам и да го обгради себе си с мъже, принадлежащи към собственото му семейство, маргинализирайки амбициите на другите патрициански семейства на Болоня към чисто представителни функции.
Функции, изпълнявани освен това и от Лудовико, който през 1492 г. се погрижва за брака на Алесандро Бентивольо с Иполита Сфорца и през 1494 г. придружава братовчедка си Лаура, булка на Джовани Гонзага, в Мантуа. Той също така поема военни задачи: през 1493 г. е поставен начело на отдел арбалетчици, а през 1500 г., съюзник на Чезаре Борджия, той се бие в Римини срещу Пандолфо Малатеста .
На 24 декември 1502 г., докато е изпратен да преговаря за сигурността на Болоня с Чезаре Борджия, той е пленен от французите, които искат освобождаването му в замяна на откуп: инцидентът е разрешен благодарение на намесата на губернатора на Милано Шарл II д'Амбоаз.
През ноември 1506 г., когато семейството му е изгонено от Болоня по силата на маневрите на папа Юлий II, Ерколе е задържан от папата, който го прави член на новия Сенат на четиридесетте, налагайки на семейството промяната на герба, в който са били вмъкнати жълъдите, плодовете на дъба – символичното дърво на семейството на Юлий II.
Сътрудничеството на Ерколе с новия орден е пълно и когато през 1511 г. Анибале II Бентивольо го прави член на възстановената Колегия на шестнадесетте, той избягва да се компрометира политически с роднините си, спечелвайки доверието на Лъв X, който, след окончателното прогонване на Анибале II от Болоня през 1512 г.,  утвърждава Ерколе като сенатор на 22 юни 1513 г.
Усърдието на Ерколе е такова, че той се противопостави при папата на молбата на Анибале и Ермес Бентивольо да могат да се върнат в Болоня и е възнаграден през 1517 г. с назначението за гонфалониер. Оставайки верен на новия политически ред, той осуетява опита на Анибале да се върне в Болоня, подкрепян от болонския епископ Бернардо Роси и войските на Анибале Рангони и Франческо Мария Дела Ровере. Неговият син Лудовико Бенривольо води съпротивата на града и войниците на Анибале са отблъснати със сериозни загуби на 20 април 1522 г.

## Брак и потомство
∞ за Джулия Манцоли, от която има поне едно дете:
- Лудовико Бентивольо († 5 февруари 1544), ∞ за Фламиния Орси, от която има един син